# Säfssjön
Säfssjön är en sjö i Ludvika kommun i Dalarna och ingår i Göta älvs huvudavrinningsområde. Sjön har en area på 1,5 kvadratkilometer och ligger 298,9 meter över havet.

## Delavrinningsområde
Säfssjön ingår i det delavrinningsområde (667059-142266) som SMHI kallar för Utloppet av Säfssjön. Medelhöjden är 349 meter över havet och ytan är 12,78 kvadratkilometer. Räknas de 4 avrinningsområdena uppströms in blir den ackumulerade arean 93,02 kvadratkilometer. Gullspångsälven (Liälven) som avvattnar avrinningsområdet har biflödesordning 2, vilket innebär att vattnet flödar genom totalt 2 vattendrag innan det når havet efter 423 kilometer. Avrinningsområdet består mestadels av skog (57 procent). Avrinningsområdet har 1,49 kvadratkilometer vattenytor vilket ger det en sjöprocent på 11,6 procent. Bebyggelsen i området täcker en yta av 1,02 kvadratkilometer eller 8 procent av avrinningsområdet.